# Aleuron iphis
Aleuron iphis (Walker, 1856) è un lepidottero appartenente alla famiglia Sphingidae, diffuso in America Centrale e Meridionale.

## Descrizione

### Adulto
La specie può essere confusa con A. neglectum, rispetto alla quale mostra una colorazione di base più arancio-brunastra (D'Abrera, 1986).

Carattere decisamente distintivo è la parte dorsale dell'addome, che presenta una pronunciata fascia trasversale bianca, mentre i tergiti successivi sono brunastri, come il resto del corpo (D'Abrera, 1986).

I palpi appaiono leggermente angolati in senso laterale.

La pagina superiore dell'ala anteriore è attraversata, nella zona mediale, da quattro linee nere, la più basale delle quali è bordata di bianco ai due lati. La pagina inferiore dell'ala anteriore rivela una campitura brunastra contigua alla cella discale tra M1 e CuA1.

Alcuni esemplari campionati in Bolivia, totalmente privi della banda trasversale sull'ala anteriore, sono stati descritti come appartenenti alla specie A. leo da Clark, nel 1935 (D'Abrera, 1986).

Nel genitale maschile, l'uncus e lo gnathos ricordano molto quelli di A. chloroptera; i processi dell'uncus sono leggermente ristretti, fino a terminare con un apice tronco, ed hanno angoli arrotondati.
Le valve sono sviluppate e ciascuna di esse presenta setae scure sulla superficie interna; la valva destra è più sviluppata di quella sinistra. L'edeago mostra un breve processo, densamente denticolato.

Nel genitale femminile, l'ostium bursae è situato all'interno di un'ampia cavità, le cui pareti anteriori e laterali sono costituite da una cresta alta e sottile.

L'apertura alare è compresa tra 52 e 57 mm.

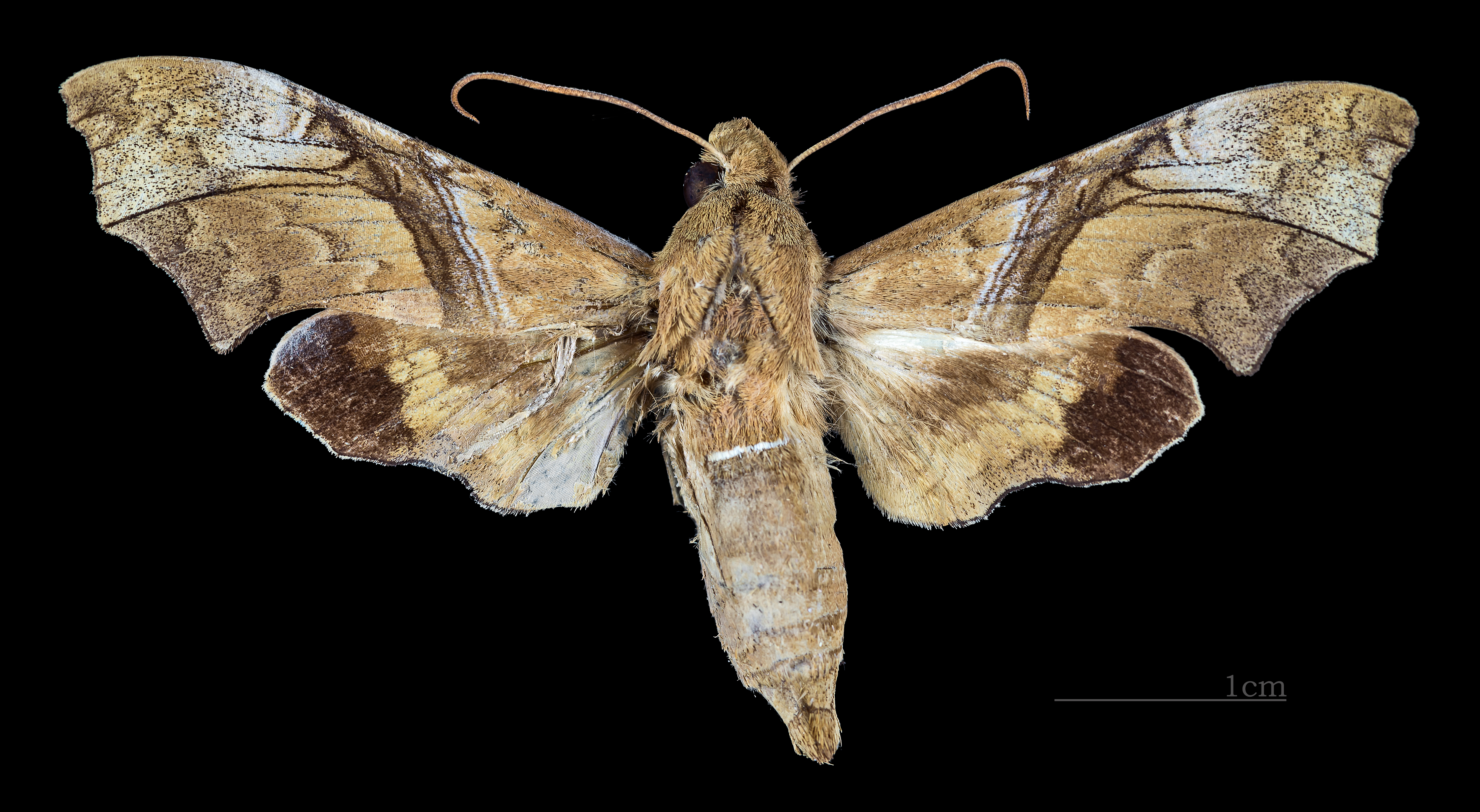
Aleuron iphis ♀
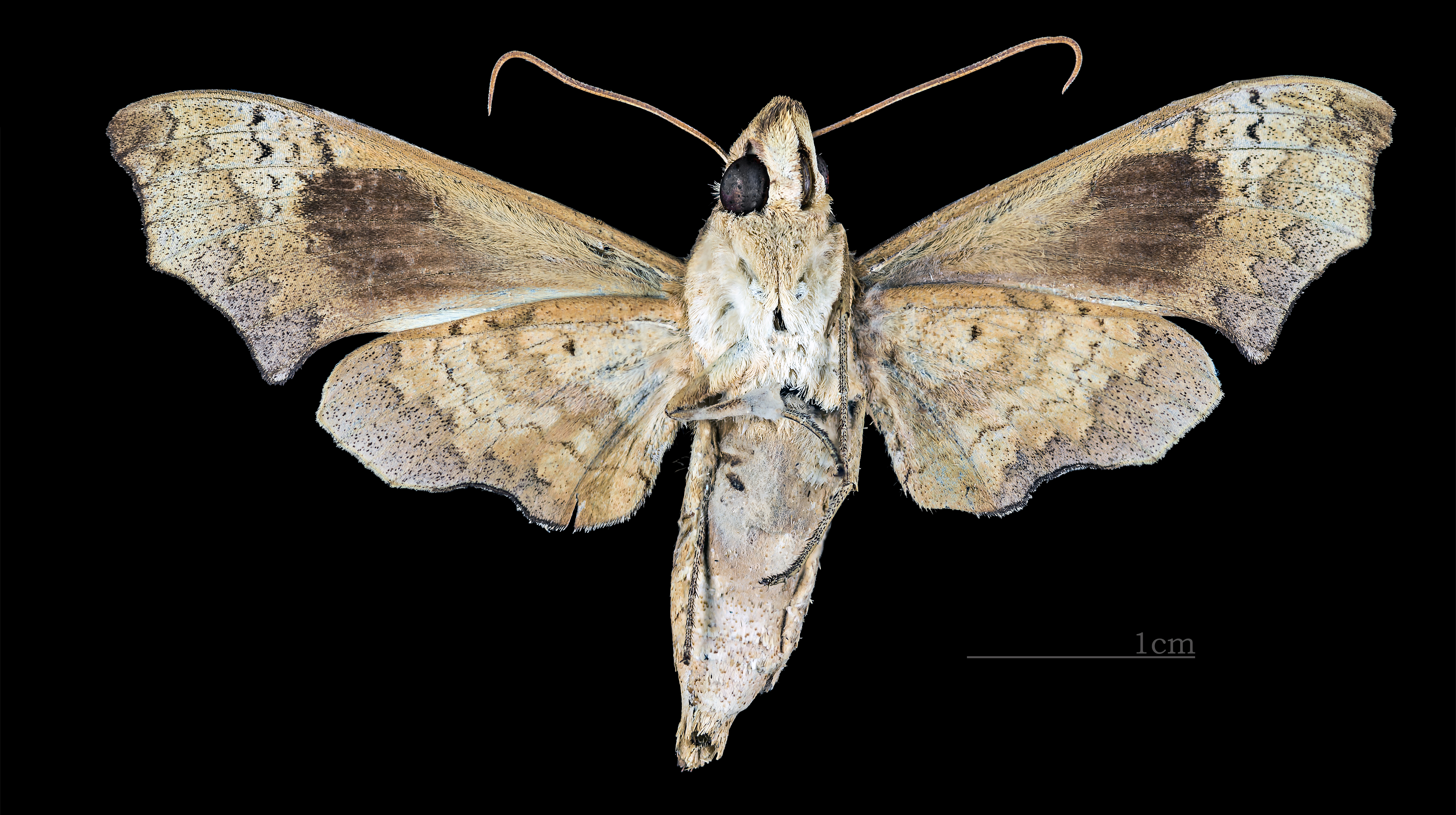
Aleuron iphis ♀ △

### Larva
Il primo stadio di sviluppo del bruco è verde brillante, con un lungo "cornetto" caudale nerastro, poco più corto del corpo stesso, che via via si riduce nei successivi stadi di sviluppo; in seguito alle varie mute, le larve divengono sempre più scure e tendenti al rosso.

### Pupa
I bruchi si impupano in camere sotterranee. Le pupe appaiono brunastre-arancioni e lucide, con larghe macchie nere. La fase pupale dura, di regola, 18 giorni.

## Distribuzione e habitat
L'areale comprende Messico, Belize (Corozal), Guatemala, Nicaragua (Rio San Juan), Costa Rica (Guanacaste e Heredia), Venezuela (Aragua, Bolivar, Monagas e Portuguesa), Guyana, Bolivia (La Paz e Santa Cruz), Brasile (Roraima, locus typicus, e Rio Madeira), Perù.

## Biologia
Durante l'accoppiamento, le femmine richiamano i maschi grazie ad un feromone rilasciato da una ghiandola, posta all'estremità addominale.

### Periodo di volo
Gli adulti volano da luglio a gennaio in Costa Rica.

### Alimentazione
I bruchi si alimentano su foglie di varie specie di Dilleniaceae tra cui:
- Curatella americana
- Tetracera volubilis

## Tassonomia

### Sottospecie
Non sono state descritte sottospecie.

### Sinonimi
Sono stati riportati quattro sinonimi:
- Aleuron volatica (Clemens, 1859)
- Calliomma volatica Clemens, 1859
- Enyo iphis Walker, 1856
- Tylognathus scriptor R. Felder, 1874